# Municipio de Lewis (Nebraska)
El municipio de Lewis (en inglés: Lewis Township) es un municipio ubicado en el condado de Clay en el estado estadounidense de Nebraska. En el año 2010 tenía una población de 150 habitantes y una densidad poblacional de 1,64 personas por km².

## Geografía
El municipio de Lewis se encuentra ubicado en las coordenadas 40°33′53″N 97°59′12″O / 40.56472, -97.98667. Según la Oficina del Censo de los Estados Unidos, el municipio tiene una superficie total de 91.57 km², de la cual 91,29 km² corresponden a tierra firme y (0,31 %) 0,28 km² es agua.

## Demografía
Según el censo de 2010, había 150 personas residiendo en el municipio de Lewis. La densidad de población era de 1,64 hab./km². De los 150 habitantes, el municipio de Lewis estaba compuesto por el 96 % blancos, el 0,67 % eran asiáticos, el 0,67 % eran isleños del Pacífico, el 2 % eran de otras razas y el 0,67 % eran de una mezcla de razas. Del total de la población el 7,33 % eran hispanos o latinos de cualquier raza.